# راتانابول سور فربين
راتانابول سور فربين (بالتايلندية: รัตนพล ส.วรพิน)‏ مواليد 1 نوفمبر 1976 في تايلاند، هو ملاكم محترف تايلندي بدأ مسيرته الاحترافية سنة 1990. حقق بطولة الاتحاد الدولي للملاكمة.

## إحصائيات
خاض خلال مسيرته 68 نزالا، فاز في 59 وتعادل في 1 وخسر في 8. فاز بالضربة القاضية في 48 نزالا.

## روابط خارجية
- راتانابول سور فربين على موقع بوكس ريك (الإنجليزية) (registration required)